# Swetlana Anatoljewna Boiko
Swetlana Anatoljewna Boiko (russisch Светлана Анатольевна Бойко; * 13. April 1972 in Rostow am Don) ist eine ehemalige russische Florettfechterin, die viermal an Olympischen Spielen teilnahm und bei ihrer letzten Olympiateilnahme Mannschaftsgold gewann.

## Karriere
Boiko nahm 1996 in Atlanta zum ersten Mal an einem olympischen Fechtturnier teil, im Einzelwettbewerb belegte sie den 18. Platz, mit der Mannschaft erreichte sie den sechsten Rang. Ihre ersten internationalen Medaillen gewann sie 1998. Mit der russischen Mannschaft siegte sie bei den Europameisterschaften. Im gleichen Jahr erreichte sie im Einzelwettbewerb der Weltmeisterschaften das Finale und unterlag dort gegen die Deutsche Sabine Bau. 2000 siegte Boiko erneut mit der russischen Mannschaft bei den Europameisterschaften. Bei den Olympischen Spielen in Sydney belegte sie im Einzel den 19. Platz, die russische Equipe erreichte den fünften Rang.
2001 erhielt Boiko mit der russischen Equipe Silber bei den Weltmeisterschaften. 2002 fanden die Europameisterschaften in Moskau statt, Boiko erfocht sowohl im Einzel als auch mit der Mannschaft die Bronzemedaille. Erfolgreicher war sie bei den Weltmeisterschaften, die anderthalb Monate später in Lissabon ausgetragen wurden. Swetlana Boiko siegte im Einzelfinale gegen ihre Mannschaftskameradin Jekaterina Juschewa, beide gehörten auch zur siegreichen Mannschaft. 2003 erfocht Boiko bei den Europameisterschaften erneut zwei Bronzemedaillen. Bei den Weltmeisterschaften unterlag die russische Equipe im Finale gegen die Polinnen. Im Finale der Europameisterschaften 2004 unterlag Boiko der Rumänin Laura Badea-Cârlescu, im Mannschaftswettbewerb siegten ebenfalls die Rumäninnen vor den Russinnen. Beim olympischen Fechtturnier in Athen stand nur der Einzelwettbewerb auf dem Programm, Boiko schied im Achtelfinale aus und belegte den elften Platz. 
Auch 2005 erreichte Boiko wieder das Einzelfinale bei den Europameisterschaften, unterlag dort aber der Polin Sylwia Gruchała, im Mannschaftswettbewerb siegten die Italienerinnen vor den Russinnen. 2006 gewann Boiko Mannschaftsgold sowohl bei den Europameisterschaften als auch bei den Weltmeisterschaften, 2007 folgte Silber bei den Europameisterschaften. Zum Abschluss ihrer Karriere gewann Boiko 2008 noch einmal Mannschaftsgold bei den Europameisterschaften, im Finale der Olympischen Spiele 2008 siegte die russische Equipe gegen das US-Team.